# Coleocentrus flavipes
Coleocentrus flavipes là một loài tò vò trong họ Ichneumonidae.